# Vigintisexviri
Die Vigintisexviri (wörtlich „26 Männer“; Singular Vigintisexvir), in der Kaiserzeit Vigintiviri, waren die unterste Rangklasse der Magistraturen. Sie umfasste sechs Amtsbereiche. Sie rekrutierte sich aus einfachen Richtern und Beamten (magistratus minores), die im antiken Rom, noch bevor sie in die senatorische Ämterlaufbahn, den cursus honorum, eintraten, gewisse öffentliche Aufgaben (u. a. Münzprägung, Straßenbau, Stadtreinigung, Strafvollzug) zu erledigen hatten. Mit 18 Jahren konnte man sich unter Leitung des praetor urbanus in den Tributkomitien zur Wahl stellen. Wie die meisten römischen Ämter wurde es für ein Jahr bekleidet. Im Übrigen sind die Nachrichten über die Untermagistraturen rar und teils widersprüchlich.
Das Vigintisexvirat bildete sich in der mittleren Republik heraus. Im 1. Jahrhundert v. Chr. bestand es aus folgenden Ämtern:
- den drei Triumviri capitales;[1] in Inschriften häufig IIIvir capitalis
- den drei Triumviri monetales[2][3]
- den Quattuorviri viarum curandarum (vier Männer für die Straßen in der Stadt); in Inschriften häufig IIIIvir viarum curandarum
- den Duoviri viis extra urbem purgandis (zwei Männer für die Straßen außerhalb der Stadt)
- den zehn Decemviri (st)litibus iudicandis,[4][5] und
- den vier Praefecti Capuam Cumas für die Justizverwaltung in Kampanien.[6]

In der Republik diente das Vigintisexvirat als Sprungbrett für die eigene Karriere im öffentlichen Dienst für die Söhne von Senatoren. Gaius Iulius Caesar hatte als curator viarum gearbeitet und als solcher Teile der Via Appia wiederherstellen lassen.
Während Augustus’ Prinzipat beschloss der Senat vor dem Jahr 13 v. Chr. ein senatus consultum, das die Beteiligung der zwei Kuratoren für die Straßen außerhalb Roms und der vier kampanischen Präfekten beendete und so das collegium auf 20 Männer verkleinerte (vigintiviri). Außerdem blieb die Besetzung der Ämter nun dem Ritterstand (Ordo equester) vorbehalten. Die Ämter des Vigintivirats wurden so üblicherweise als erste Stufe der Karriereleiter von jungen Rittern oder Senatorensöhnen bekleidet, die eine senatorische Ämterlaufbahn anstrebten. Dabei waren die Funktionen als Münzmeister oder Decemvir angesehener als die der Straßenaufseher oder Tresviri capitales.